# 西井敏恭
西井 敏恭（にしい としやす、1975年）は、日本の実業家。株式会社シンクロ代表取締役社長。オイシックス・ラ・大地株式会社 執行役員兼 CMT（チーフマーケティングテクノロジスト）としてサブスクリプションモデルのEC戦略を担当している。また、株式会社グロースＸ 取締役CMO、株式会社FABRIC TOKYO 社外取締役、鎌倉インターナショナルFC 取締役CDO（チーフデジタルオフィサー）を務めるほか、2022年7月に株式会社NTTドコモ コンシューママーケティング部 シニアマーケティングディレクターに就任。
福井県生まれ。敦賀気比高等学校卒業、金沢大学大学院修了。2001年から世界一周の旅に出る。帰国後、旅の本を出版して、ECの世界へ。株式会社ドクターシーラボ等でデジタルマーケティングの責任者を務め、2013年末に退社。2014年に二度目の世界一周の旅をしたのち独立。大手通販・スタートアップなど多くの企業のマーケティング支援やデジタル事業の協業・推進を行う。訪問国数は140か国を超える。

## 著書
- 2013年7月5日『世界一周 わたしの居場所はどこにある!?』幻冬舎文庫 ISBN 978-4344420496
- 2017年10月23日『デジタルマーケティングで売上の壁を超える方法』 MarkeZine BOOKS ISBN 978-4798153742
- 2020年1月23日『サブスクリプションで売り上げの壁を超える方法』MarkeZine BOOKS ISBN 978-4-7981-6326-0
- 2020年9月25日『マンガでわかるデジタルマーケティング』池田書店 ISBN 978-4-262-16587-5

## 参考
- 「Amazon Go」をオイシックス奥谷氏＆西井氏はどう見たか（MarkeZine）